# اندیس بلبلی۱
بلبلی۱ یک اندیس فلزی است که در حوالی شهر بلورد استان کرمان قرار دارد و مادهٔ معدنی موجود در آن، طلا است.  